# Mouvement Cœurs unis
Le mouvement Cœurs unis, abrégé en MCU est un parti politique centrafricain dirigé par le président Faustin-Archange Touadéra.

## Histoire
En 2018, le groupe parlementaire Cœurs unis compte 35 députés à l'Assemblée nationale centrafricaine, il regroupe avec ses alliés 83 députés, la majorité plurielle compte 103 députés représentant 73% des sièges. 
Le mouvement politique est fondé le 8 novembre 2018 par les soutiens du président Faustin-Archange Touadéra. Le parti l'investit pour l'élection présidentielle centrafricaine de décembre 2020.
En juillet 2025, lors d'un congrès du parti, Faustin-Archange Touadéra est investi candidat du parti pour l'élection présidentielle de décembre 2025.

## Résultats électoraux
À l'issue des élections législatives de 2020-2021 dont les résultats sont validés par la Cour constitutionnelle le 30 août 2021, le MCU obtient 40 députés, et constitue le premier parti de l'Assemblée nationale centrafricaine.